# Saint-Igny-de-Vers
Saint-Igny-de-Vers ist eine französische Gemeinde mit 581 Einwohnern (Stand: 1. Januar 2022) im  Département Rhône in der Region Auvergne-Rhône-Alpes. Sie gehört zum Arrondissement Villefranche-sur-Saône und zum Kanton Thizy-les-Bourgs (bis 2015: Kanton Monsols). Die Einwohner werden Saint-Ignons genannt.

## Geographie
Saint-Igny-de-Vers liegt rund 61 Kilometer nordnordwestlich von Lyon und etwa 35 Kilometer nordnordwestlich von Villefranche-sur-Saône. Umgeben wird Saint-Igny-de-Vers von den Nachbargemeinden Aigueperse im Norden und Nordwesten, Saint-Bonnet-des-Bruyères im Norden und Nordosten, Deux-Grosnes mit Monsols im Osten, Propières im Süden und Westen sowie Saint-Racho im Westen und Nordwesten.

## Bevölkerungsentwicklung
| Jahr                       | 1962 | 1968 | 1975 | 1982 | 1990 | 1999 | 2006 | 2013 |
| Einwohner                  | 828  | 759  | 729  | 598  | 503  | 553  | 592  | 600  |
| Quellen: Cassini und INSEE |      |      |      |      |      |      |      |      |

## Sehenswürdigkeiten
- Kirche Saint-Jean-Baptiste
- Kapelle Notre-Dame

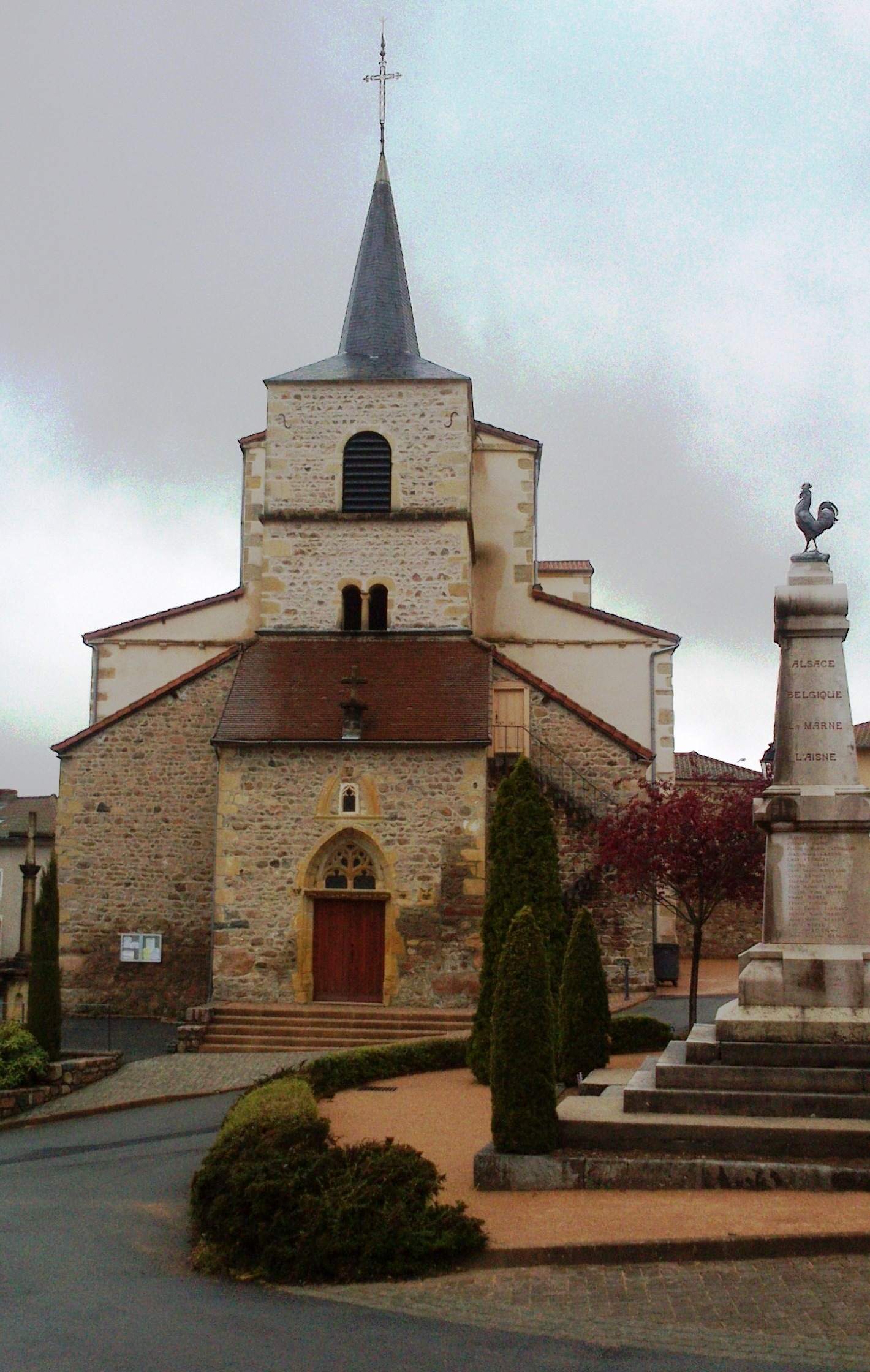
Kirche Saint-Jean-Baptiste und Gefallenendenkmal
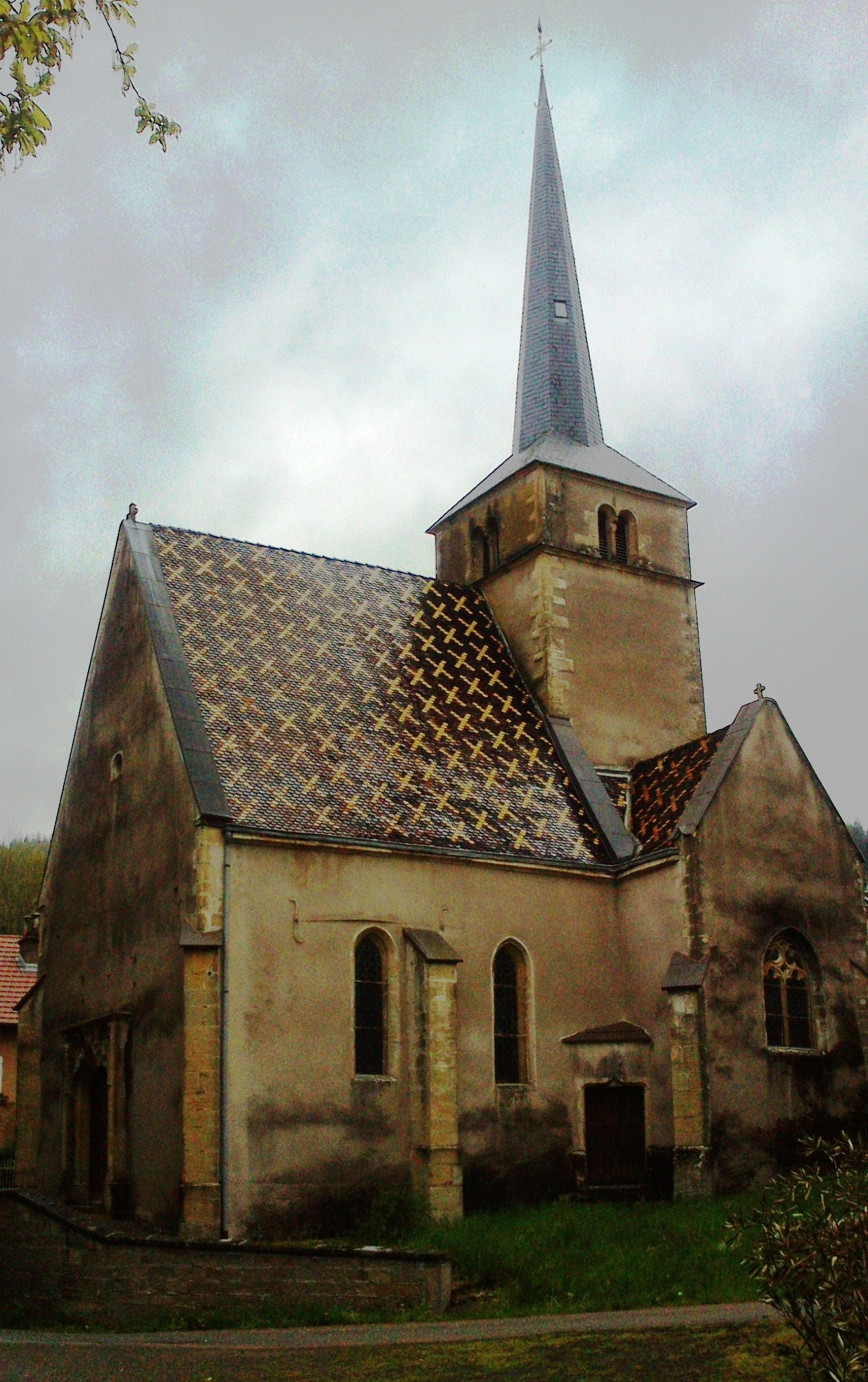
Kapelle Notre-Dame